# Walter A. Kreye
Walter Arthur Kreye (* 2. Juni 1911 in Oldenburg; † 23. November 1991 in Bremen) war ein deutscher Hörfunkredakteur, der sich auch als niederdeutscher Schriftsteller, Hörspielautor, Schauspieler, Übersetzer und Herausgeber betätigt hat.

## Biografie
Kreye verbrachte Kindheit und Jugend in Oldenburg (Oldenburg). Nach dem Besuch der Oberrealschule probierte er sich in mehreren Berufen aus, schließlich auch dem des Journalisten. Ab 1939 nahm er als Soldat am Zweiten Weltkrieg teil, wobei er 1943 in Kriegsgefangenschaft geriet und bis 1948 in den USA und Frankreich blieb.
Im Jahr vor dem Beginn seiner Kriegsgefangenschaft war Kreye ein Sohn, Walter, geboren worden, der heute einer breiten Öffentlichkeit als Theaterschauspieler und durch zahlreiche Fernsehrollen bekannt ist. Er starb am 23. November 1991 im Alter von 80 Jahren in Bremen.

### Heimatfunk

Ehemaliges Logo von Radio Bremen

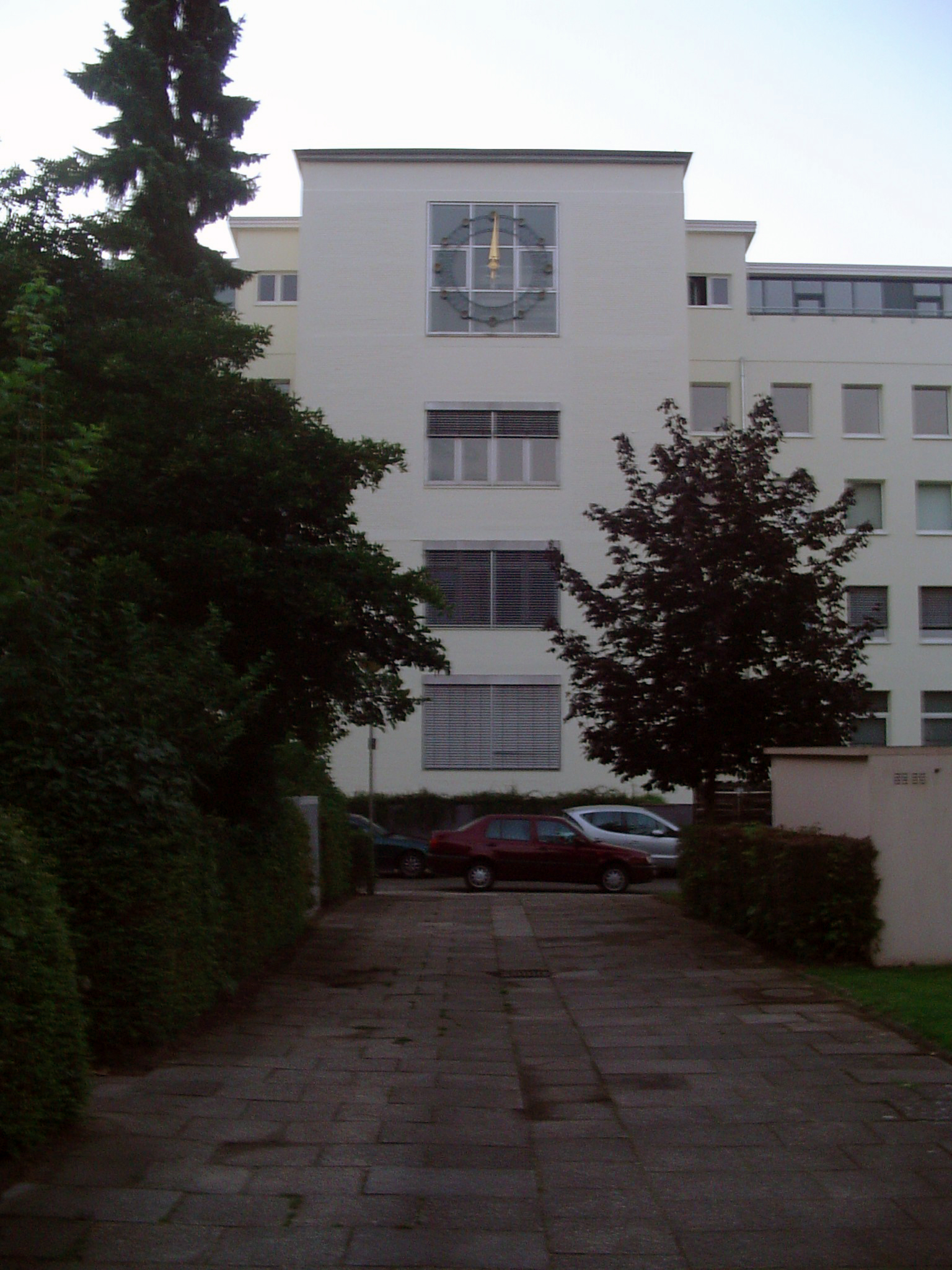
Eingangsbereich des ehemaligen Funkhauses von Radio Bremen in Bremen-Schwachhausen

Anfang 1950 wurde der heimgekehrte Walter Arthur Kreye Programmgestalter, Regisseur (damals noch in der Funktion des Spielleiters) und Sprecher im Heimatfunk von Radio Bremen. 1957 übernahm er die Abteilungsleitung.
Daneben wurde Kreye als Regisseur und Sprecher niederdeutscher Rundfunksendungen zunehmend bekannt.

### Theater

#### Schauspieler und Regisseur
Seine Tätigkeit als Schauspieler begann Kreye bei der August-Hinrichs-Bühne in Oldenburg. Danach war er häufig als Schauspieler zu Gast im Ensemble des Niederdeutschen Theaters Bremen. Hier führte er auch häufig bei Bühneninszenierungen Gastregie. Ab 1963 gab Kreye aufgrund einer Erkrankung diese Tätigkeiten auf.

#### Dramatiker
Kreye schrieb zahlreiche bis heute von niederdeutschen Bühnen aufgeführte Schauspiele, z. B. die Komödie Als die Römer frech geworden..., die auf einer Episode seiner beliebten Hörspielreihe Fidele Weltgeschicht op Platt basiert, oder das Lustspiel Appeln in Naobers Gaorn, dem in einer ins Westfälische übertragenen Fassung ebenso großer Erfolg beschieden war; auch adaptierte er Klassiker der Weltliteratur wie John Steinbecks Roman Von Mäusen und Menschen als an die Ostelbe verlegtes Schauspiel Van Müüs un Minschen für das niederdeutsche Theater.
Letzteres gehört auch zum Repertoire des durch zahlreiche Fernsehaufführungen in hochdeutscher Sprache deutschlandweit bekannten Ohnsorg-Theaters, das bereits ab Anfang der 1970er Jahre immer wieder Stücke von Kreye aufgeführt hat.

### Hörspiel

#### Autor
Daneben schrieb Kreye eine Anzahl von Original-Hörspielen wie Eenmaol in't Jaohr, De Gast oder die verschiedenen Episoden seiner satirischen niederdeutschen Hörspielreihe Fidele Weltgeschicht op Platt, die in persiflierender, parodistischer Form historische Ereignisse der Menschheitsgeschichte aus niederdeutscher Weltsicht nachzuzeichnen sucht und über zwei Jahrzehnte zu den absoluten Rennern des Programms von Radio Bremen und NDR gehörte. Fidele Weltgeschicht op Platt entwickelte sich mit zunehmendem Erfolg zu einer Art Markenzeichen, unter dem auch Sprechplatten, diverse Buchausgaben oder Theaterfassungen der Hörspiele erschienen.
Neben den plattdeutschen stammen auch einige hochdeutsche Hörspiele und Funkerzählungen aus der Feder von Walter A. Kreye. Neben Sendern des niederdeutschen Sprachraums strahlten so z. B. der SFB und Radio Saarbrücken Arbeiten von Kreye aus.

#### Regisseur
Ebenso Hörspiele und Stoffe anderer Autoren wie z. B. Hinrich Kruse oder Fritz Reuter inszenierte bzw. bearbeitete und inszenierte Kreye, der auch bei den meisten seiner eigenen Hörspiele Regie führte, für den Hörfunk.

#### Sprecher
An Hörspielen sowohl in eigener als auch fremder Regie wirkte Walter Arthur Kreye zudem häufig als Sprecher mit, so auch in nahezu jeder Folge seiner Fidelen Weltgeschicht. Als weiteres Beispiel kann die Hauptrolle in Ivo Braaks Stück Tein Jahr un dree Daag (Regie: Eberhard Freudenberg) genannt werden. Ebenso wie die Hauptrolle in August Hinrichs’ berühmten Lustspiel Swienskummedi (Regie: Günter Siebert), bei dem er auch für die Funkbearbeitung verantwortlich zeichnete.

#### Herausgeber
Ferner ist Kreye auch als Herausgeber des Niederdeutschen Hörspielbuches zu erwähnen.

### Übersetzer
Als Übersetzer von Theaterstücken und Hörspielen ins Niederdeutsche hat sich W.A. Kreye u. a. durch niederdeutsche Fassungen des ostfränkischen Dialektklassikers Fitzgerald Kusz verdient gemacht, dessen bekannteste Schauspiele sich unter Titeln wie Swieg still, Jung! (Schweig, Bub!), Stinkwoot und Segg doch wat! fortan auch dem niederdeutschen Theatergänger erschlossen.
Auch im Bereich Hörspiel übersetzte Kreye aus anderen deutschen Mundarten ins Niederdeutsche, zum Beispiel Draumverkaiper von Wolfgang Gerth.
Zudem setzte er sich in der Fachliteratur kritisch mit der Frage auseinander, inwieweit Übersetzungen anderssprachiger Theaterstücke und Hörspiele in die plattdeutsche Sprache eher Bereicherung oder Verfremdung darstellen.

### Schriftsteller
Als Novellist tat sich Kreye erstmals 1962 mit Dag un Düster över de Normandie, einer in niederdeutscher Sprache verfassten Erzählung, hervor. Auch Lyrik veröffentlichte er, wie einige Geschichten, die man der niederdeutschen Kinder- und Jugendliteratur zurechnen kann.

### Schlaraffe
Von 1960 bis zu seinem Tod 1991 gehörte Kreye dem Männerbund Schlaraffia in Bremen an. Als Ritter „van Groth“ verschrieb er sich dort der Kunst, der Freundschaft und dem Humor.
Sein Andenken wird auch heute noch hochgehalten, indem er neben Wilhelm Busch und Karl Lerbs Ehrenschlaraffe der Schlaraffia in Bremen ist.

## Werke

### Sprechplatten
- Twüschen de tieden, Gedichte in niederdeutscher Mundart (Buch mit Schallplattenbeilage)
- Fidele Weltgeschicht op Platt, De Hemmannslacht (Reihe Niederdeutsche Stimmen)

### Schriften
- Niederdeutsches Hörspielbuch I (Hrsg.)
- Niederdeutsches Hörspielbuch II (Hrsg.)
- Dag un Düster över de Normandie, Erzählung
- De Dag höllt sienen Aten an, Gedichte in niederdeutscher Mundart
- Die Kluckhenne an'n Rathaus zu Bremen, drei Bremer Geschichten